# اروون
اروون (انگلیسی: Erewhon)، رمانی از نویسنده انگلیسی  ساموئل باتلر، اولین بار به صورت ناشناس در سال 1872 منتشر شد،   در  کشور خیالی که توسط قهرمان داستان کشف و کاوش شد. این کتاب طنزی درباره جامعه ویکتوریا است.